# پابلو پوزو

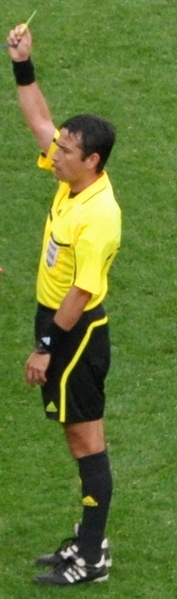
پابلو پوزو

پابلو پوزو داور اهل شیلی متولد ۲۷ مارس ۱۹۷۳ می‌باشد او در مسابقات المپیک پکن ۲۰۰۸ و جام جهانی ۲۰۱۰ قضاوت داشته‌است.